# Esja (album)
Esja – debiutancki, solowy album polskiej pianistki Hani Rani, który ukazał się 5 kwietnia 2019 pod szyldem brytyjskiej wytwórni Gondwana Records (nr kat. GONDCD030).
Nagrania w Polsce uzyskały certyfikat złotej płyty.

## Lista utworów
| Nr  | Tytuł utworu    | Długość |
| --- | --------------- | ------- |
| 1.  | „Eden”          | 4:55    |
| 2.  | „Sun”           | 5:22    |
| 3.  | „Hawaii Oslo”   | 4:15    |
| 4.  | „Pour trois”    | 3:14    |
| 5.  | „Biesy”         | 4:15    |
| 6.  | „Luka”          | 5:06    |
| 7.  | „Glass”         | 4:30    |
| 8.  | „Today It Came” | 2:33    |
| 9.  | „Esja”          | 4:21    |
| 10. | „Now, Run”      | 6:31    |
|     |                 | 45:02   |

## Nagrody i wyróżnienia
- 2019: «Najlepsze polskie płyty muzyki popularnej 2019 roku» według Mirosława Pęczaka z tygodnika Polityka: 4. miejsce[3]
- 2020: Nagroda Fryderyka w kategorii «Album Roku Alternatywa»[4].